# Манскирш
Мански́рш (фр. Menskirch) — коммуна во французском департаменте Мозель региона Лотарингия. Относится к кантону Бузонвиль.	

## География
Манскирш расположен в 29 км к северо-востоку от Меца. Соседние коммуны: Моннеран и Сен-Франсуа-Лакруа на севере, Бибиш на северо-востоке, Шемри-ле-Дё на юго-востоке, Дальстен на юго-западе, Камплиш на северо-западе.

## История
- Коммуна бывшего герцогства Лотарингия, входила в сеньорат де Сьерк.
- Коммуна была уничтожена во время Тридцатилетней войны 1618—1648 годов.

## Демография
По переписи 2008 года в коммуне проживало 160 человек.	

## Достопримечательности
- Церковь Сен-Мартен, 1732 года, хоры XVIII века.